# Chrysopogon polyphyllus
Chrysopogon polyphyllus là một loài thực vật có hoa trong họ Hòa thảo. Loài này được (Hack.) Blatt. & McCann mô tả khoa học đầu tiên năm 1928.